# Шиппінгпорт (Пенсільванія)
Шиппінгпорт (англ. Shippingport) — місто (англ. borough) в США, в окрузі Бівер штату Пенсільванія. Населення — 160 осіб (2020).

## Географія
Шиппінгпорт розташований за координатами 40°37′30″ пн. ш. 80°24′57″ зх. д. / 40.62500° пн. ш. 80.41583° зх. д. (40.624986, -80.415781).  За даними Бюро перепису населення США в 2010 році місто мало площу 9,54 км², з яких 8,62 км² — суходіл та 0,92 км² — водойми.

## Демографія
Згідно з переписом 2010 року, у селищі мешкало 214 осіб у 84 домогосподарствах у складі 54 родин. Густота населення становила 22 особи/км².  Було 99 помешкань (10/км²).
Расовий склад населення:
| - 94,4 % — білих - 1,4 % — чорних або афроамериканців |

До двох чи більше рас належало 4,2 %. Частка іспаномовних становила 0,0 % від усіх жителів.
За віковим діапазоном населення розподілялося таким чином: 28,0 % — особи молодші 18 років, 58,4 % — особи у віці 18—64 років, 13,6 % — особи у віці 65 років та старші. Медіана віку мешканця становила 38,5 року. На 100 осіб жіночої статі у селищі припадало 98,1 чоловіків;  на 100 жінок у віці від 18 років та старших — 92,5 чоловіків також старших 18 років.
Середній дохід на одне домашнє господарство  становив 42 963 долари США (медіана — 30 417), а середній дохід на одну сім'ю — 45 870 доларів (медіана — 38 214). За межею бідності перебувало 18,8 % осіб, у тому числі 12,9 % дітей у віці до 18 років та 0,0 % осіб у віці 65 років та старших.
Цивільне працевлаштоване населення становило 66 осіб. Основні галузі зайнятості: транспорт — 21,2 %, будівництво — 18,2 %, виробництво — 13,6 %, освіта, охорона здоров'я та соціальна допомога — 10,6 %.